# Baliza (desporto)

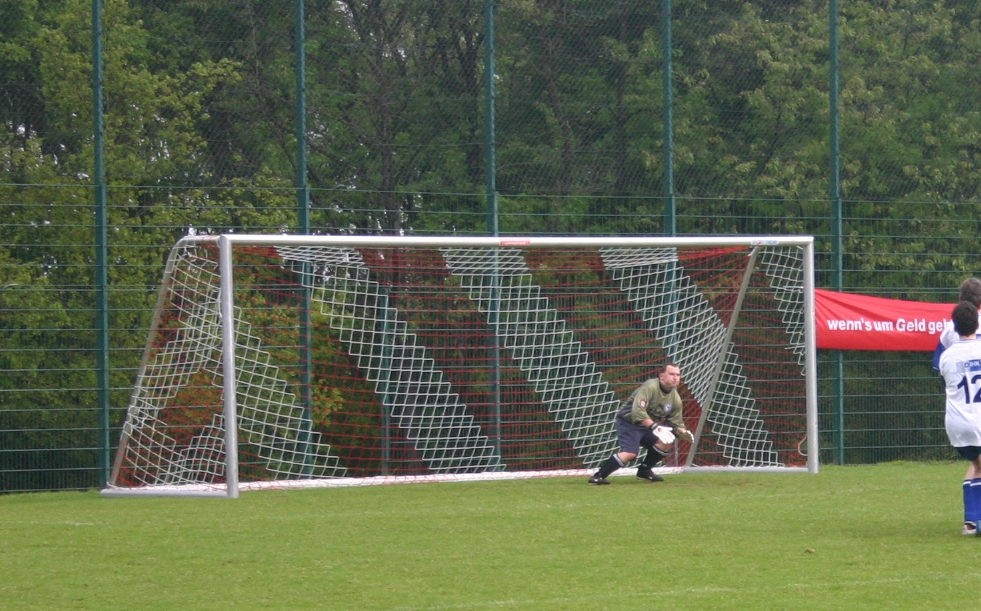
A baliza de futebol

A baliza ou meta, também chamada de gol no Brasil, ou ainda goleira no Rio Grande do Sul, é um conjunto de traves (ou postes) e um travessão, eqüidistantes das laterais do campo, por onde a bola deve entrar para que a equipe marque um ponto a favor.
A baliza é usada em vários desportos, como o futebol e suas variantes, o hóquei e o handball. Existem, inclusive, desportos cuja Baliza é um pouco diferente da habitual, como o Futebol Americano, por exemplo, cujo formato da baliza é um Y.
O atleta responsável por defender a baliza é chamado de guarda-redes (em Portugal) ou goleiro (no Brasil).

## Futebol
As balizas de um campo de futebol estão situadas no meio da linha de fundo, que é a linha mais recuada do campo. Ela é formada por duas traves (ou postes) verticais, com o tamanho de 2,44 metros de altura e separados por um poste (ou travessão), na horizontal com o tamanho de 7,32 metros. Segundo o ex-árbitro e actual instrutor de arbitragem da Fifa, Emídio Marques de Mesquita “estas medidas derivam do tamanho original do portão da escola de Cambridge, onde o futebol começou a ser praticado. Além disso, correspondem às medidas exatas para tornar a bola defensável por uma pessoa de estatura média”.
Existes exceções para essas dimensões. Por exemplo, para jogadores mais jovens que ainda estão aprendendo o jogo. O futebol juvenil dos EUA, por exemplo, recomenda uma baliza que tenha de 5,4 m de largura entre os postes e 1,8 m de altura a partir do solo até a parte inferior da barra.
A espessura dos postes e da barra terá que ser a mesma e não poderá exceder os 12 centímetros.
Em 1988, a International Football Association Board acrescentou um adendo às regras do esporte, que foi: “Os postes devem ser pintados na cor branca”. Em 1994, outro adendo: “As metas deverão ser fixadas firmemente no solo”. Assim, as balizas móveis devem ser "prensadas" no local, se os postes não puderem ser inseridos no solo.
No início do futebol, as balizas não tinham limite superior. Cabia aos dois times decidir se a bola havia passado acima ou abaixo das traves laterais. Em 1865, uma fita passou a ligar os dois postes da baliza. Dez anos depois, os primeiros travessões de madeira começaram a aparecer nos jogos. A novidade foi oficialmente incorporada às regras a partir de 1878.

### Materiais e formas
Os postes e a trave devem ser feitos de madeira, metal, fibra de vidro ou outros materiais que venham a ser aprovados pelo International Board.
As formas aceitáveis dos postes são quadrados, retangulares, redondos, com a metade redonda ou elíptica. Eles devem estar em uma condição que não representem uma ameaça para os jogadores, o que significa que não deve haver bordas serrilhadas ou pontas afiadas.

### Redes
O que pouca gente sabe é que o uso das redes nas balizas não é exigida pelas Regras do futebol. Ou seja, uma partida poderia ocorrer normalmente sem a presença da rede. A regra diz, somente, que se usada, ela não deve atrapalhar o goleiro.
Antes do início do jogo, um dos membros da equipa de arbitragem deve verificar a adequada colocação da rede, nomeadamente se esta está firmemente fixa à baliza e ao solo, de forma a impedir o seu desprendimento quando um utilizador choque acidentalmente contra elas.
As redes de cânhamo, juta e nylon são autorizadas desde que os fios de nylon não sejam mais finos do que os de cânhamo ou de juta.

#### Formatos/Caimentos das Redes
É muito comum ver no futebol as balizas com as redes diferentes de estádio para estádio. Existem balizas sem profundidade que ficam com a rede pendurada em uma estrutura arredondada a aproximadamente 45° e ela é ligada até embaixo do gol e fixada por estacas no chão. Nos gols com profundidade são adicionados aproximadamente 60 cm de estrutura no topo do travessão para dar a profundidade antes de angular a estrutura para baixo. Essas estruturas são feitas na parte de trás do gol para dar o formato e estabilidade. Gols em formato de caixa são geralmente mais vistos no futebol profissional. São retangulares com a rede fixada em uma estrutura em formato quadrado e que fica pendurada formando um ângulo reto com as traves do gol.
Recentemente, a FIFA estabeleceu como padrão para torneios organizados por ela, que as redes deverão estar presas por uma corda a dois mastros colocados atrás da baliza de forma a conferir um formato quadrangular às redes.
Os mais conhecidos formatos de rede são:
| Formato/Estilo de Suspensão de Rede                          | Onde é Usada                                 | Ref.  |
| ------------------------------------------------------------ | -------------------------------------------- | ----- |
| Véu de Noiva                                                 | Maracanã                                     | [ 1 ] |
| Rede Mole e Funda (formando um paralelepípedo com as traves) | Arena da Baixada                             |       |
| Triangular                                                   | Estádio Nuevo Los Cármenes, Granada, Espanha |       |
| Curvatura Redonda                                            | Estádio San Nicola (Bari-ITA)                |       |
| Quadrada                                                     | Estadio Alfredo Jaconi                       |       |
| Quadrangular ou Caixote                                      | Padrão FIFA                                  |       |

## Futebol de Areia
A distância (medida no interior) entre os postes é de 5,5 m e a distância entre a borda inferior do travessão ao solo é 2,2 m. Os postes e a barra devem ter a mesma largura e espessura igual ou de 10 cm e não superior a 20 cm ao redor e são pintadas em uma cor contrastante com a areia. As redes são unidas à parte de trás dos postes e à barra.

## Futsal e Futebol de Salão
Medidas oficiais 3,0x2,0m

## Handball
No Handball, a baliza é colocada no centro de cada linha de fundo. Elas devem estar firmemente fixadas ao solo ou nas paredes atrás delas. Elas medem 2 metros de altura e 3 metros de largura em seu interior.
Os postes das balizas são unidos por uma barra horizontal. As faces posteriores dos postes devem estar alinhadas com o lado posterior da linha de gol. Os postes e a barra transversal devem ter uma secção quadrada de 8 cm. Nas três faces que são visíveis da quadra, elas devem ser pintadas com faixas de duas cores contrastantes, que por sua vez, contrastem claramente com o fundo. As balizas devem ter uma rede que deveria ser fixada de modo que, a bola arremessada para dentro da baliza, ficasse dentro dela naturalmente.

## Futebol Americano e Rugby
No futebol americano, baliza em forma de Y tem 10 pés (3,048 metros). Assim, para se marcar um "field goal", a bola deve passar acima desta altura, mas entre as duas traves laterais. As duas traves laterais estão distantes entre si em 5,6 m.